# Bowthorpe
Bowthorpe – część miasta Norwich w Anglii, w hrabstwie Norfolk, w dystrykcie Norwich. Leży 6 km na zachód od centrum miasta.
W 2011 miejscowość liczyła 11 683 mieszkańców. Bowthorpe jest wspomniana w Domesday Book (1086) jako Bo(w)ethorp.